# Parc omnisport Suzanne-Lenglen
Parc omnisport Suzanne-Lenglen (česky Park různých sportů Suzanne Lenglenové) je veřejný park, který se nachází v jihozápadní části Paříže v 15. obvodu. Park byl vybudován v roce 1977 a jeho rozloha činí 106 175 m2. Název získal po ženské tenisové legendě Suzanne Lenglenové.
Součástí parku je hřiště pro děti, hřiště na basketbal a stoly na ping-pong.